# 国民議会 (リビア)
国民議会（こくみんぎかい、GNC、英語：General National Congress、General National Council 、アラビア語：المؤتمرالوطنيالعام、ベルベル語派：Agraw Amuran Amatay）は、2011年リビア内戦の終結後2年間、リビアの立法府だった。2012年7月7日に一般投票で選出され、8月8日にリビア国民評議会から政権を移穣された。
主にリビアを恒久的な民主主義憲法に移行する任務を負い、この目標を達成するために18か月の期限が与えられた。新憲法の採択が始まったばかりで期限が過ぎたとき、議会は新しい衆議院への選挙を組織することを余儀なくされ、2014年8月4日に政権を握ってそれに取って代わった。
LRORとセントラルシールドの武装グループによって支援された、再選されなかった元GNCメンバーの少数派は、2014年8月25日に会合し、国家救済政府を宣言した。 彼らはオマル・アル・ハシを首相に選出した。2014年8月以降、GNCはリビアの合法的な議会として国際的に認められなくなった。
2016年4月1日、GNCは独自の解散を発表し、国家最高評議会に取って代わられた。